# Raúl Ybarra San Martín
Raúl Ybarra San Martín (1918-2004), fue un contador y político uruguayo perteneciente al Partido Nacional.

## Carrera
Egresado como contador de la Universidad de la República en 1942, institución a la que permaneció vinculado como docente. Inició una larga carrera en la administración pública, que incluyó al BROU, Conaprole, Contaduría General de la Nación. En 1960 fue gobernador del Uruguay en el Banco Internacional de Reconstrucción y Fomento, actuando en 1961 como delegado en la Conferencia del CIES en Punta del Este.
Militante desde 1938 en el Partido Nacional Independiente bajo el liderazgo de Javier Barrios Amorín, se integró a Reconstrucción Blanca, y posteriormente se plegó al reunificado Partido Nacional. Durante el primer colegiado blanco fue corredactor del decreto que creó la Comisión de Inversiones y Desarrollo Económico (CIDE). Fue ministro de Hacienda durante el segundo colegiado blanco (1963-1964), para retornar después a la Contaduría General de la Nación.